# KNVB-Pokal 1997/98
Der KNVB-Pokal 1997/98 (unter Sponsorenschaft auch Amstel-Cup) war die 80. Auflage des niederländischen Fußball-Pokalwettbewerbs. An ihr nahmen die 18 Mannschaften der Eredivisie, die 18 Teams der Eerste Divisie und 31 Vertreter aus dem Amateurbereich teil.
Pokalsieger wurde Ajax Amsterdam. Das Team setzte sich im Finale gegen den PSV Eindhoven durch. Da Ajax auch nationaler Meister wurde und auch der unterlegene Finalist an der Champions League teilnahmen, qualifizierte sich der Verlierer des Halbfinals SC Heerenveen durch ein Entscheidungsspiel gegen den anderen Halbfinalisten für den Europapokal der Pokalsieger. 

## Modus
Die K.-o.-Spiele wurden in einer Begegnung entschieden. Bei unentschiedenem Ausgang gab es eine Verlängerung von zweimal 15 Minuten und gegebenenfalls ein Elfmeterschießen. Die Sieger der Vorrunde qualifizierten sich für die Gruppenphase. Dort spielte jedes Team in einer einfachen Runde gegen die anderen Gruppengegner. Die Erst- und Zweitplatzierten kamen in die nächste Runde.
Nach den Gruppenspielen wurde in den K.-o.-Runden bei einem Unentschieden und der darauffolgenden Verlängerung bei einem weiteren Treffer die Partie durch das Golden Goal entschieden.

## Teilnehmende Teams
| Eredivisie (18) | Eredivisie (18) | Eerste Divisie (18) | Eerste Divisie (18) |
| --- | --- | --- | --- |
| - Ajax Amsterdam - PSV Eindhoven - Feyenoord Rotterdam - Roda JC Kerkrade - FC Twente Enschede - Vitesse Arnheim - NAC Breda - BV De Graafschap - FC Groningen | - SC Heerenveen - Fortuna Sittard - NEC Nijmegen - Sparta Rotterdam - FC Utrecht - FC Volendam - RKC Waalwijk - Willem II Tilburg - AZ Alkmaar ▲ | - MVV Maastricht ▼ - ADO Den Haag - BVO Emmen - FC Den Bosch - Cambuur Leeuwarden - FC Dordrecht '90 - VV Eindhoven - Excelsior Rotterdam - Go Ahead Eagles | - HFC Haarlem - SC Heracles Almelo '74 - Helmond Sport - TOP Oss - RBC Roosendaal - SC Telstar 1963 - BV Veendam - VVV-Venlo - FC Zwolle |
| Gewinner der Amateurligen (6) | | | |
| - FC Lisse - GVVV | - VV Baronie - AFC '34 Alkmaar | - HSC ’21 Haaksbergen | - VVOG Harderwijk |
| Gewinner des Bezirkspokals (8) | | | |
| - SV Babberich - BVV ’s-Hertogenbosch | - HFC Haarlem II - EHC Hoensbroek | - SC Genemuiden - VV Katwijk | - VV SHO - FC Utrecht II |
| weitere Amateure (18) | | | |
| - Achilles Veen - ACV Assen - AFC Amsterdam - VV Capelle - Drachtster Boys                                                                                     | - Feyenoord Rotterdam II - HVV Hollandia - VV Noordwijk - TSC Oosterhout - SV Panningen                                                          | - PSV Eindhoven II 1 - Quick '20 Oldenzaal - SVV Scheveningen - SV De Treffers                                                                              | - SV Urk - WSC Waalwijk - RCVV Zwart-Wit '28                                                                                             |

## Vorrunde
Es nahmen nur Amateurmannschaften teil.
| Datum      |                        | Ergebnis              |                     |
| ---------- | ---------------------- | --------------------- | ------------------- |
| 31.05.1997 | Achilles Veen          | 1:3                   | VV Capelle          |
| 31.05.1997 | ACV Assen              | 0:3                   | SVV Scheveningen    |
| 31.05.1997 | AFC Amsterdam          | 0:2                   | VV Noordwijk        |
| 31.05.1997 | SV Urk                 | 1:2                   | WSC Waalwijk        |
| 31.05.1997 | RCVV Zwart-Wit '28     | 0:0 n. V. (4:5 i. E.) | Quick '20 Oldenzaal |
| 01.06.1997 | Feyenoord Rotterdam II | 4:1                   | SV Panningen        |
| 01.06.1997 | TSC Oosterhout         | 1:4                   | SV De Treffers      |
|            | Drachtster Boys        | Freilos               |                     |

## Gruppenphase
An ihr nahmen die 8 Sieger der Vorrunde, 12 Clubs der Eredivisie 1996/97 (Platz 7 bis 18), mit dem MVV Maastricht der Aufsteiger in die Eredivisie, die 17 Clubs der Eerste Divisie 1996/97 (Platz 2 bis 18), sechs Sieger der höchsten Amateurliga, neun Gewinner des Bezirkspokals und die beste Reservemannschaft.

### Gruppe 1
| Datum      |                    | Ergebnis |                    |
| ---------- | ------------------ | -------- | ------------------ |
| 12.08.1997 | SC Heerenveen      | 2:1      | Cambuur Leeuwarden |
| 12.08.1997 | Drachtster Boys    | 1:1      | VVOG Harderwijk    |
| 16.08.1997 | Cambuur Leeuwarden | 3:0      | Drachtster Boys    |
| 16.08.1997 | VVOG Harderwijk    | 01:10    | SC Heerenveen      |
| 27.08.1997 | Drachtster Boys    | 0:7      | SC Heerenveen      |
| 27.08.1997 | VVOG Harderwijk    | 0:2      | Cambuur Leeuwarden |

| Pl. | Verein                 | Sp. | S | U | N | Tore    | Diff. | Punkte |
| --- | ---------------------- | --- | - | - | - | ------- | ----- | ------ |
| 1.  | SC Heerenveen (A)      | 3   | 3 | 0 | 0 | 019:200 | +17   | 09     |
| 2.  | Cambuur Leeuwarden (D) | 3   | 2 | 0 | 1 | 006:200 | +4    | 06     |
| 3.  | Drachtster Boys (A)    | 3   | 0 | 1 | 2 | 001:110 | −10   | 01     |
| 4.  | VVOG Harderwijk (A)    | 3   | 0 | 1 | 2 | 002:130 | −11   | 01     |

### Gruppe 2
| Datum      |                | Ergebnis |                |
| ---------- | -------------- | -------- | -------------- |
| 12.08.1997 | VV Baronie     | 1:4      | EHC Hoensbroek |
| 12.08.1997 | Helmond Sport  | 1:1      | MVV Maastricht |
| 16.08.1997 | Helmond Sport  | 5:2      | EHC Hoensbroek |
| 16.08.1997 | MVV Maastricht | 3:0      | VV Baronie     |
| 27.08.1997 | VV Baronie     | 0:7      | Helmond Sport  |
| 27.08.1997 | EHC Hoensbroek | 0:3      | MVV Maastricht |

| Pl. | Verein             | Sp. | S | U | N | Tore    | Diff. | Punkte |
| --- | ------------------ | --- | - | - | - | ------- | ----- | ------ |
| 1.  | Helmond Sport (D)  | 3   | 2 | 1 | 0 | 013:300 | +10   | 07     |
| 2.  | MVV Maastricht (E) | 3   | 2 | 1 | 0 | 007:100 | +6    | 07     |
| 3.  | EHC Hoensbroek (A) | 3   | 1 | 0 | 2 | 006:900 | −3    | 03     |
| 4.  | VV Baronie (A)     | 3   | 0 | 0 | 3 | 001:140 | −13   | 0      |

### Gruppe 3
| Datum      |                        | Ergebnis |                        |
| ---------- | ---------------------- | -------- | ---------------------- |
| 12.08.1997 | Feyenoord Rotterdam II | 1:2      | VV Capelle             |
| 12.08.1997 | TOP Oss                | 0:1      | NAC Breda              |
| 16.08.1997 | NAC Breda              | 3:1      | Feyenoord Rotterdam II |
| 16.08.1997 | VV Capelle             | 1:4      | TOP Oss                |
| 27.08.1997 | VV Capelle             | 2:5      | NAC Breda              |
| 27.08.1997 | Feyenoord Rotterdam II | 1:4      | TOP Oss                |

| Pl. | Verein                     | Sp. | S | U | N | Tore    | Diff. | Punkte |
| --- | -------------------------- | --- | - | - | - | ------- | ----- | ------ |
| 1.  | NAC Breda (E)              | 3   | 3 | 0 | 0 | 009:300 | +6    | 09     |
| 2.  | TOP Oss (A)                | 3   | 2 | 0 | 1 | 008:300 | +5    | 06     |
| 3.  | VV Capelle (A)             | 3   | 1 | 0 | 2 | 005:100 | −5    | 03     |
| 4.  | Feyenoord Rotterdam II (A) | 3   | 0 | 0 | 3 | 003:900 | −6    | 0      |

### Gruppe 4
| Datum      |                     | Ergebnis |                     |
| ---------- | ------------------- | -------- | ------------------- |
| 12.08.1997 | Quick '20 Oldenzaal | 1:1      | SC Genemuiden       |
| 12.08.1997 | FC Groningen        | 1:1      | BV Veendam          |
| 16.08.1997 | BV Veendam          | 3:1      | Quick '20 Oldenzaal |
| 16.08.1997 | SC Genemuiden       | 0:4      | FC Groningen        |
| 27.08.1997 | Quick '20 Oldenzaal | 1:3      | FC Groningen        |
| 27.08.1997 | SC Genemuiden       | 1:2      | BV Veendam          |

| Pl. | Verein                  | Sp. | S | U | N | Tore    | Diff. | Punkte |
| --- | ----------------------- | --- | - | - | - | ------- | ----- | ------ |
| 1.  | FC Groningen (E)        | 3   | 2 | 1 | 0 | 008:200 | +6    | 07     |
| 2.  | BV Veendam (D)          | 3   | 2 | 1 | 0 | 006:300 | +3    | 07     |
| 3.  | Quick '20 Oldenzaal (A) | 3   | 0 | 1 | 2 | 003:700 | −4    | 01     |
| 4.  | SC Genemuiden (A)       | 3   | 0 | 1 | 2 | 002:700 | −5    | 01     |

### Gruppe 5
| Datum      |                      | Ergebnis |                      |
| ---------- | -------------------- | -------- | -------------------- |
| 12.08.1997 | PSV Eindhoven II     | 3:1      | BVV ’s-Hertogenbosch |
| 12.08.1997 | VVV-Venlo            | 0:2      | Fortuna Sittard      |
| 16.08.1997 | Fortuna Sittard      | 8:0      | PSV Eindhoven II     |
| 16.08.1997 | BVV ’s-Hertogenbosch | 2:1      | VVV-Venlo            |
| 27.08.1997 | PSV Eindhoven        | 3:1      | VVV-Venlo            |
| 27.08.1997 | BVV ’s-Hertogenbosch | 0:3      | Fortuna Sittard      |

| Pl. | Verein                   | Sp. | S | U | N | Tore    | Diff. | Punkte |
| --- | ------------------------ | --- | - | - | - | ------- | ----- | ------ |
| 1.  | Fortuna Sittard (E)      | 3   | 3 | 0 | 0 | 013:000 | +13   | 09     |
| 2.  | PSV Eindhoven II (A)     | 3   | 2 | 0 | 1 | 006:100 | −4    | 06     |
| 3.  | BVV ’s-Hertogenbosch (A) | 3   | 1 | 0 | 2 | 003:700 | −4    | 03     |
| 4.  | VVV-Venlo (D)            | 3   | 0 | 0 | 3 | 002:700 | −5    | 0      |

### Gruppe 6
| Datum      |                     | Ergebnis |                     |
| ---------- | ------------------- | -------- | ------------------- |
| 12.08.1997 | Sparta Rotterdam    | 9:2      | SVV Scheveningen    |
| 12.08.1997 | ADO Den Haag        | 2:0      | Excelsior Rotterdam |
| 16.08.1997 | SVV Scheveningen    | 1:9      | Excelsior Rotterdam |
| 16.08.1997 | Sparta Rotterdam    | 0:1      | ADO Den Haag        |
| 27.08.1997 | ADO Den Haag        | 6:1      | SVV Scheveningen    |
| 27.08.1997 | Excelsior Rotterdam | 0:4      | Sparta Rotterdam    |

| Pl. | Verein                  | Sp. | S | U | N | Tore    | Diff. | Punkte |
| --- | ----------------------- | --- | - | - | - | ------- | ----- | ------ |
| 1.  | ADO Den Haag (D)        | 3   | 3 | 0 | 0 | 009:100 | +8    | 09     |
| 2.  | Sparta Rotterdam (E)    | 3   | 2 | 0 | 1 | 013:300 | +10   | 06     |
| 3.  | Excelsior Rotterdam (D) | 3   | 1 | 0 | 2 | 009:700 | +2    | 03     |
| 4.  | SVV Scheveningen (A)    | 3   | 0 | 0 | 3 | 004:240 | −20   | 0      |

### Gruppe 7
| Datum      |                  | Ergebnis |                  |
| ---------- | ---------------- | -------- | ---------------- |
| 12.08.1997 | FC Dordrecht '90 | 2:0      | FC Utrecht       |
| 12.08.1997 | VV Noordwijk     | 1:3      | VV Katwijk       |
| 16.08.1997 | FC Utrecht       | 5:4      | VV Katwijk       |
| 16.08.1997 | HFC Haarlem II   | 2:2      | FC Dordrecht '90 |
| 27.08.1997 | FC Utrecht       | 5:1      | HFC Haarlem II   |
| 27.08.1997 | FC Dordrecht '90 | 4:1      | VV Noordwijk     |
| 02.09.1997 | VV Katwijk       | 2:0      | FC Dordrecht '90 |
| 02.09.1997 | HFC Haarlem II   | 1:2      | VV Noordwijk     |
| 06.09.1997 | VV Noordwijk     | 3:1      | FC Utrecht       |
| 06.09.1997 | VV Katwijk       | 2:0      | HFC Haarlem II   |

| Pl. | Verein               | Sp. | S | U | N | Tore    | Diff. | Punkte |
| --- | -------------------- | --- | - | - | - | ------- | ----- | ------ |
| 1.  | VV Katwijk (A)       | 4   | 3 | 0 | 1 | 011:600 | +5    | 09     |
| 2.  | FC Dordrecht '90 (D) | 4   | 2 | 1 | 1 | 008:500 | +3    | 07     |
| 3.  | FC Utrecht (E)       | 4   | 2 | 0 | 2 | 011:100 | +1    | 06     |
| 4.  | VV Noordwijk (A)     | 4   | 2 | 0 | 2 | 007:900 | −2    | 06     |
| 5.  | HFC Haarlem II (A)   | 4   | 0 | 1 | 3 | 004:110 | −7    | 01     |

### Gruppe 8
| Datum      |                 | Ergebnis |                 |
| ---------- | --------------- | -------- | --------------- |
| 12.08.1997 | Go Ahead Eagles | 6:1      | FC Volendam     |
| 12.08.1997 | FC Lisse        | 0:1      | SC Telstar 1963 |
| 16.08.1997 | SC Telstar 1963 | 4:2      | Go Ahead Eagles |
| 16.08.1997 | FC Lisse        | 1:2      | FC Volendam     |
| 27.08.1997 | Go Ahead Eagles | 2:3      | FC Lisse        |
| 27.08.1997 | FC Volendam     | 2:0      | SC Telstar 1963 |

| Pl. | Verein              | Sp. | S | U | N | Tore    | Diff. | Punkte |
| --- | ------------------- | --- | - | - | - | ------- | ----- | ------ |
| 1.  | SC Telstar 1963 (D) | 3   | 2 | 0 | 1 | 005:400 | +1    | 06     |
| 2.  | FC Volendam (E)     | 3   | 2 | 0 | 1 | 005:700 | −2    | 06     |
| 3.  | Go Ahead Eagles (D) | 3   | 1 | 0 | 2 | 010:800 | +2    | 03     |
| 4.  | FC Lisse (A)        | 3   | 1 | 0 | 2 | 004:500 | −1    | 03     |

### Gruppe 9
| Datum      |                   | Ergebnis |                   |
| ---------- | ----------------- | -------- | ----------------- |
| 12.08.1997 | SBV Eindhoven     | 2:5      | Willem II Tilburg |
| 12.08.1997 | RBC Roosendaal    | 1:1      | VV SHO            |
| 16.08.1997 | VV SHO            | 3:2      | Willem II Tilburg |
| 16.08.1997 | RBC Roosendaal    | 1:3      | SBV Eindhoven     |
| 27.08.1997 | Willem II Tilburg | 3:1      | RBC Roosendaal    |
| 27.08.1997 | VV SHO            | 0:2      | SBV Eindhoven     |

| Pl. | Verein                | Sp. | S | U | N | Tore    | Diff. | Punkte |
| --- | --------------------- | --- | - | - | - | ------- | ----- | ------ |
| 1.  | Willem II Tilburg (E) | 3   | 2 | 0 | 1 | 010:600 | +4    | 06     |
| 2.  | SBV Eindhoven (D)     | 3   | 2 | 0 | 1 | 007:600 | +1    | 06     |
| 3.  | VV SHO (A)            | 3   | 1 | 1 | 1 | 004:500 | −1    | 04     |
| 4.  | RBC Roosendaal (D)    | 3   | 0 | 1 | 2 | 003:700 | −4    | 01     |

### Gruppe 10
| Datum      |               | Ergebnis |               |
| ---------- | ------------- | -------- | ------------- |
| 12.08.1997 | RKC Waalwijk  | 7:0      | WSC Waalwijk  |
| 12.08.1997 | FC Utrecht II | 3:9      | FC Den Bosch  |
| 16.08.1997 | RKC Waalwijk  | 6:1      | FC Utrecht II |
| 16.08.1997 | FC Den Bosch  | 4:1      | WSC Waalwijk  |
| 27.08.1997 | WSC Waalwijk  | 4:1      | FC Utrecht II |
| 27.08.1997 | FC Den Bosch  | 0:3      | RKC Waalwijk  |

| Pl. | Verein            | Sp. | S | U | N | Tore    | Diff. | Punkte |
| --- | ----------------- | --- | - | - | - | ------- | ----- | ------ |
| 1.  | RKC Waalwijk (E)  | 3   | 3 | 0 | 0 | 016:100 | +15   | 09     |
| 2.  | FC Den Bosch (D)  | 3   | 2 | 0 | 1 | 013:700 | +6    | 06     |
| 3.  | WSC Waalwijk (A)  | 3   | 1 | 0 | 2 | 005:120 | −7    | 03     |
| 4.  | FC Utrecht II (A) | 3   | 0 | 0 | 3 | 005:190 | −14   | 0      |

### Gruppe 11
| Datum      |                | Ergebnis |                |
| ---------- | -------------- | -------- | -------------- |
| 12.08.1997 | SV De Treffers | 2:1      | GVVV           |
| 12.08.1997 | NEC Nijmegen   | 0:2      | BVO Emmen      |
| 16.08.1997 | BVO Emmen      | 4:0      | SV De Treffers |
| 16.08.1997 | GVVV           | 0:8      | NEC Nijmegen   |
| 27.08.1997 | GVVV           | 1:7      | BVO Emmen      |
| 27.08.1997 | SV De Treffers | 0:4      | NEC Nijmegen   |

| Pl. | Verein             | Sp. | S | U | N | Tore    | Diff. | Punkte |
| --- | ------------------ | --- | - | - | - | ------- | ----- | ------ |
| 1.  | BVO Emmen (D)      | 3   | 3 | 0 | 0 | 013:100 | +12   | 09     |
| 2.  | NEC Nijmegen (E)   | 3   | 2 | 0 | 1 | 012:200 | +10   | 06     |
| 3.  | SV De Treffers (A) | 3   | 1 | 0 | 2 | 002:900 | −7    | 03     |
| 4.  | GVVV (A)           | 3   | 0 | 0 | 3 | 002:170 | −15   | 0      |

### Gruppe 12
| Datum      |                | Ergebnis |                |
| ---------- | -------------- | -------- | -------------- |
| 09.08.1997 | VV Baronie     | 1:4      | EHC Hoensbroek |
| 12.08.1997 | Helmond Sport  | 1:1      | MVV Maastricht |
| 16.08.1997 | Helmond Sport  | 5:2      | EHC Hoensbroek |
| 16.08.1997 | MVV Maastricht | 3:0      | VV Baronie     |
| 27.08.1997 | VV Baronie     | 0:7      | Helmond Sport  |
| 27.08.1997 | EHC Hoensbroek | 0:3      | MVV Maastricht |

| Pl. | Verein             | Sp. | S | U | N | Tore    | Diff. | Punkte |
| --- | ------------------ | --- | - | - | - | ------- | ----- | ------ |
| 1.  | Helmond Sport (D)  | 3   | 2 | 1 | 0 | 013:300 | +10   | 07     |
| 2.  | MVV Maastricht (D) | 3   | 2 | 1 | 0 | 007:100 | +6    | 07     |
| 3.  | EHC Hoensbroek (A) | 3   | 1 | 0 | 2 | 006:900 | −3    | 03     |
| 4.  | VV Baronie (A)     | 3   | 0 | 0 | 3 | 001:140 | −13   | 0      |

### Gruppe 13
| Datum      |                 | Ergebnis |                 |
| ---------- | --------------- | -------- | --------------- |
| 12.08.1997 | AZ Alkmaar      | 6:0      | FC Zwolle       |
| 12.08.1997 | HFC Haarlem     | 3:0      | AFC '34 Alkmaar |
| 16.08.1997 | FC Zwolle       | 3:3      | HFC Haarlem     |
| 16.08.1997 | HVV Hollandia   | 1:4      | AZ Alkmaar      |
| 27.08.1997 | HFC Haarlem     | 0:2      | AZ Alkmaar      |
| 27.08.1997 | AFC '34 Alkmaar | 0:0      | HVV Hollandia   |
| 02.09.1997 | FC Zwolle       | 5:2      | HVV Hollandia   |
| 02.09.1997 | AZ Alkmaar      | 1:2      | AFC '34 Alkmaar |
| 07.09.1997 | HVV Hollandia   | 4:1      | HFC Haarlem     |
| 07.09.1997 | AFC '34 Alkmaar | 2:2      | FC Zwolle       |

| Pl. | Verein              | Sp. | S | U | N | Tore    | Diff. | Punkte |
| --- | ------------------- | --- | - | - | - | ------- | ----- | ------ |
| 1.  | AZ Alkmaar (D)      | 4   | 3 | 0 | 1 | 013:300 | +10   | 09     |
| 2.  | AFC '34 Alkmaar (A) | 4   | 1 | 2 | 1 | 004:600 | −2    | 05     |
| 3.  | FC Zwolle (D)       | 4   | 1 | 2 | 1 | 010:130 | −3    | 05     |
| 4.  | HFC Haarlem (D)     | 4   | 1 | 1 | 2 | 007:900 | −2    | 04     |
| 5.  | HVV Hollandia (A)   | 4   | 1 | 1 | 2 | 007:100 | −3    | 04     |

## K.-o.-Runde

### 2. Runde
Die sechs Klubs der Eredivisie 1996/97, die im Europapokal spielten (PSV, Feyenoord, Twente, Ajax), stiegen in dieser Runde ein. Ab dieser Runde wurde das Golden Goal in der Verlängerung angewandt.
| Datum      |                         | Ergebnis              |                            |
| ---------- | ----------------------- | --------------------- | -------------------------- |
| 08.11.1997 | BV De Graafschap (E)    | 2:3                   | Willem II Tilburg (E)      |
| 12.11.1997 | Feyenoord Rotterdam (E) | 2:0                   | TOP Oss (D)                |
| 12.11.1997 | Helmond Sport (D)       | 2:2 n. V. (5:4 i. E.) | Cambuur Leeuwarden (D)     |
| 12.11.1997 | NAC Breda (E)           | 5:1                   | VV Katwijk (A)             |
| 18.11.1997 | PSV Eindhoven II (A)    | 3:4                   | SC Telstar 1963 (D)        |
| 18.11.1997 | Roda JC Kerkrade (E)    | 1:0                   | BV Veendam (D)             |
| 19.11.1997 | AFC '34 Alkmaar (A)     | 1:2                   | Fortuna Sittard (E)        |
| 19.11.1997 | Ajax Amsterdam (E)      | 6:0                   | MVV Maastricht (E)         |
| 19.11.1997 | FC Den Bosch (D)        | 2:1 n.GG              | AZ Alkmaar (D)             |
| 19.11.1997 | FC Dordrecht '90 (D)    | 1:4                   | FC Groningen (E)           |
| 19.11.1997 | SC Heerenveen (E)       | 6:1                   | SBV Eindhoven (D)          |
| 19.11.1997 | NEC Nijmegen (E)        | 2:1                   | ADO Den Haag (D)           |
| 19.11.1997 | PSV Eindhoven (E)       | 4:0                   | BVO Emmen (D)              |
| 19.11.1997 | RKC Waalwijk (E)        | 0:1                   | Vitesse Arnheim (E)        |
| 19.11.1997 | Sparta Rotterdam (E)    | 1:2 n.GG              | FC Twente Enschede (E)     |
| 19.11.1997 | FC Volendam (E)         | 2:2 n. V. (4:5 i. E.) | SC Heracles Almelo '74 (D) |

### Achtelfinale
| Datum      |                            | Ergebnis |                       |
| ---------- | -------------------------- | -------- | --------------------- |
| 04.02.1998 | SC Heracles Almelo '74 (D) | 1:3      | Vitesse Arnheim (E)   |
| 04.02.1998 | NAC Breda (E)              | 5:0      | Helmond Sport (D)     |
| 10.02.1998 | SC Telstar 1963 (D)        | 0:1 n.GG | Fortuna Sittard (E)   |
| 10.02.1998 | FC Twente Enschede (E)     | 1:0      | Willem II Tilburg (E) |
| 11.02.1998 | Ajax Amsterdam (E)         | 5:0      | Roda JC Kerkrade (E)  |
| 11.02.1998 | Feyenoord Rotterdam (E)    | 2:0      | FC Groningen (E)      |
| 11.02.1998 | NEC Nijmegen (E)           | 1:3      | SC Heerenveen (E)     |
| 11.02.1998 | FC Den Bosch (D)           | 1:2 n.GG | PSV Eindhoven (E)     |

### Viertelfinale
| Datum      |                        | Ergebnis |                         |
| ---------- | ---------------------- | -------- | ----------------------- |
| 11.03.1998 | Ajax Amsterdam (E)     | 2:1      | NAC Breda (E)           |
| 11.03.1998 | FC Twente Enschede (E) | 3:1      | Vitesse Arnheim (E)     |
| 12.03.1998 | PSV Eindhoven (E)      | 4:0      | Feyenoord Rotterdam (E) |
| 31.03.1998 | SC Heerenveen (E)      | 3:0      | Fortuna Sittard (E)     |

### Halbfinale
| Datum      |                    | Ergebnis |                        |
| ---------- | ------------------ | -------- | ---------------------- |
| 29.04.1998 | PSV Eindhoven (E)  | 2:1      | FC Twente Enschede (E) |
| 07.05.1998 | Ajax Amsterdam (E) | 3:0      | SC Heerenveen (E)      |

### Spiel um Platz 3
Da die beiden Finalisten an der Champions League teilnahmen, gab es ein Entscheidungsspiel für den Vertreter im Europapokal der Pokalsieger.
| Datum      |                   | Ergebnis |                        |
| ---------- | ----------------- | -------- | ---------------------- |
| 14.05.1998 | SC Heerenveen (E) | 3:1      | FC Twente Enschede (E) |

### Finale
| Ajax Amsterdam                      | Ajax Amsterdam | PSV Eindhoven | PSV Eindhoven |
| ----------------------------------- | --- | --- | ------------- |
| Ajax Amsterdam                      | \| 17. Mai 1998 in Rotterdam (De Kuip) \| \| Ergebnis: 5:0 (2:0) \| \| Zuschauer: 22.500 \| \| Schiedsrichter: Dick Jol \| \| Spielbericht \| | \| 17. Mai 1998 in Rotterdam (De Kuip) \| \| Ergebnis: 5:0 (2:0) \| \| Zuschauer: 22.500 \| \| Schiedsrichter: Dick Jol \| \| Spielbericht \| | PSV Eindhoven |
| Ajax Amsterdam                      | Edwin van der Sar (84. Fred Grim) – Andrzej Rudy, Sunday Oliseh, Danny Blind , Frank de Boer – Richard Witschge, Ronald de Boer – Jari Litmanen – Tijani Babangida – Schota Arweladse (87. Benni McCarthy), Michael Laudrup (70. Peter Hoekstra) Cheftrainer: Morten Olsen ( Dänemark) | Ronald Waterreus – André Ooijer, Jaap Stam, Igor Demo, Arthur Numan – Wim Jonk, Phillip Cocu, Ovidiu Stîngă (67. Tomasz Iwan) – Gilles de Bilde (67. Arnold Bruggink), Luc Nilis (83. Marc Degryse), Boudewijn Zenden Cheftrainer: Dick Advocaat | PSV Eindhoven |
| Ajax Amsterdam                      | 1:0 Tijani Babangida (24.) 2:0 Jari Litmanen (38.) 3:0 Jari Litmanen (60.) 4:0 Schota Arweladse (77.) 5:0 Jari Litmanen (82.) | | PSV Eindhoven |
| Ajax Amsterdam                      | Richard Witschge | Arthur Numan | PSV Eindhoven |
| Ajax Amsterdam                      | André Ooijer (75.) | | PSV Eindhoven |
| 17. Mai 1998 in Rotterdam (De Kuip) | | |               |
| Ergebnis: 5:0 (2:0)                 | | |               |
| Zuschauer: 22.500                   | | |               |
| Schiedsrichter: Dick Jol            | | |               |
| Spielbericht                        | | |               |